# Renault Trucks gamme C
Le Renault Trucks gamme C est un camion d'approche chantier fabriqué par Renault Trucks.
Le 11 juin 2013, le constructeur a présenté des camions renouvelés répondant à la norme Euro 6, dont la gamme C avec deux largeurs de cabine — 2,50 et 2,30 mètres — et un système 4 × 4 allégé en option. Comme les autres modèles de la gamme lourde Renault Trucks, il possède aussi le moteur DTI 13 d'une puissance de 380 à 520 ch, il est vendu en tracteur ou porteur et plusieurs configurations 4 × 2, 4 × 4, 6 × 4 et 8 × 4 (porteur).

## Cabine2,50m
Cette cabine est de conception française, le camion reposant sur une base Volvo est équipé de moteurs diesel 6-cylindres en ligne à injection directe de 380 à 520 ch et d'une boîte de vitesses robotisée en série pour un poids total autorisé en charge (PTAC) de 19 à 33 t.

## Cabine2,30m
Il s'agit de la cabine du Premium Distribution modernisée et équipée de moteurs diesel 6-cylindres en ligne à injection directe de 250 à 320 ch et d'une boîte de vitesses robotisée en série pour un PTAC de 19 à 26 t.